# Bia Bia
Bia Bia это первый сингл с третьего альбома группы Lil Jon & the East Side Boyz, Put Yo Hood Up, записанный при участии Ludacris, Too Short, Big Kapp и Chyna Whyte. Этот трек, наравне с Put Yo Hood Up ознаменовал подъём популярности Лил Джона и его группы, и принёс им весомый доход.
На композицию "Bia Bia" вскоре вышел клип, снятый Брайаном Барбером